# اوسوخ‌چای
اوسوخ‌چای (روسی: Усухчай) یک شهرک در روسیه است که در شهرستان دوکوزپارینسکی واقع شده‌است.